# ベイオール駅
ベイオール駅（ベイオールえき、トルコ語: Beyoğlu Garı、英: Beyoğlu Station）は、トルコ共和国（通称：トルコ）イスタンブール県イスタンブール市ベイオールにある、テュネル・フニキュレル鉄道の北側の終点駅である。
以前は、ペラ (Pera) 駅（ペラえき）として知られている。
1875年1月17日に当駅が開業しており、（カラキョイ駅とともに）トルコの都市鉄道路線ならびにヨーロッパ大陸で最も古い地下駅であり、世界中で最も古いものの一つである。

## 歴史
1875年にテュネルが開業したとき、当路線がその時に市内の重要な地域である2ヶ所を結んでいたため、オスマン市民による利用頻度が高かった。
テュネル利用による旅客輸送はそれほど素晴らしいものではなかったが、テュネルは未だに利用されるカラキョイへの交通手段となっている。
一般的に、カラキョイ駅およびテュネル路線とともにベイオール駅は、大きな観光名所である。
当駅は、2線の軌道で元々建設されていたが、その後、1線へと集約された。